# Carl Morten Iversen

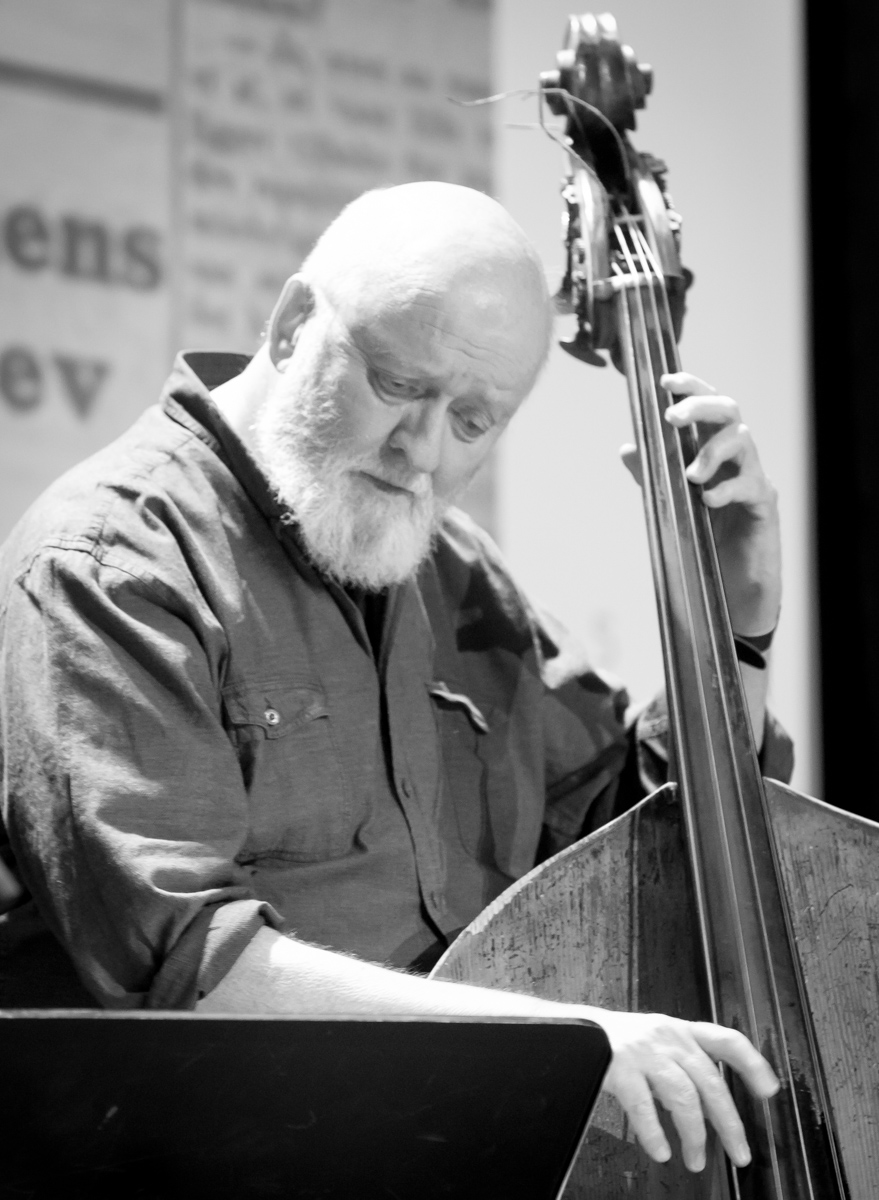
Carl Morten Iversen (2016)

Carl Morten Iversen (* 1. Mai 1948 in Oslo; † 19. Oktober 2023) war ein norwegischer Jazzbassist.

## Leben und Wirken
Der Sohn des Jazzviolinisten Arild Iversen begann seine Laufbahn als professioneller Musiker mit Lars Klevstrand (Molde-Festival 1968) und spielte seine ersten Aufnahmen mit Lillebjørn Nilsen ein. Er studierte bis 1972 in den USA und war danach bis 1974 Präsident des Norsk Jazzforbund.
Er spielte seit Anfang der 1970er Jahre in verschiedenen Bands, darunter den Quintetts von Ditlef Eckhoff (1973–74) und Magni Wentzel (1974–76 und 1979–84), dem Quartett von Guttorm Guttormsen (1974–80), dem Septett und dem Quintett von Per Husby, dem Christian Reim-Kalle-Neumann-Quartett (1976–77), den Quartetten von Richard Badendyck (1978–79) und Morten Halle/Rune Klakegg (1979–80) und den Gruppen One + 2 (1981–82), Oslo 13 (1981–93, Spellemannprisen 1988) und AHA/Extended Nose/Extended Noise (1982–88).
1980–81 leitete er ein eigenes Trio mit Erik Balke und David Averre, seit 1986 ein Trio mit Rob Waring und Frank Jakobsen, mit dem er zwei Alben einspielte. Mit dem Trio 87 (mit Armen Donelian und Audun Kleive) hatte er 1989 ein Engagement in New York. 1994 unternahm er eine Tournee mit der skandinavischen Gruppe Jazz of C.H.O.R.S. 1996 nahm er mit Olga Konkova und Audun Kleive das Album Going with the Flow auf. Es folgten weitere Alben u. a. mit Jon Eberson. 1974 bis 2005 an 22 Aufnahmesessions beteiligt.
Daneben war Iversen zwischen 1979 und 1981 und zwischen 1989 und 1993 Leiter der Foreningen Norske Jazzmusikere. 1995–98 wirkte er als Redakteur der Zeitschrift Jazznytt. 1988 wurde er mit dem Buddyprisen ausgezeichnet.

## Diskographie
- Secret red thread mit Rob Waring und Frank Jakobsen (Odin, 1991)
- Synchronize your Watches mit Rob Waring und Frank Jakobsen, 2001
- Jazz for men mit Jon Eberson, 2001
- Standards, 2003
- Levende på Fyret, 2005–06